# 하늘

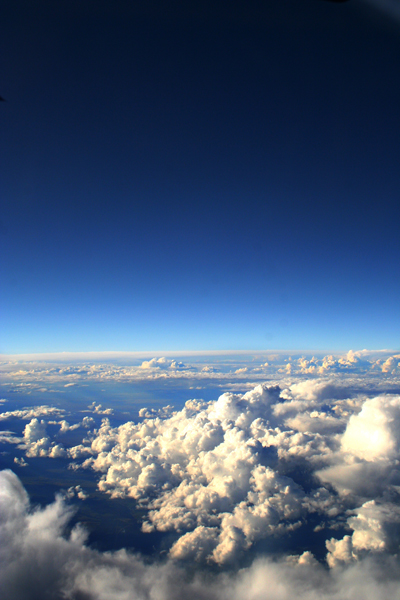
공중에서 본 하늘.

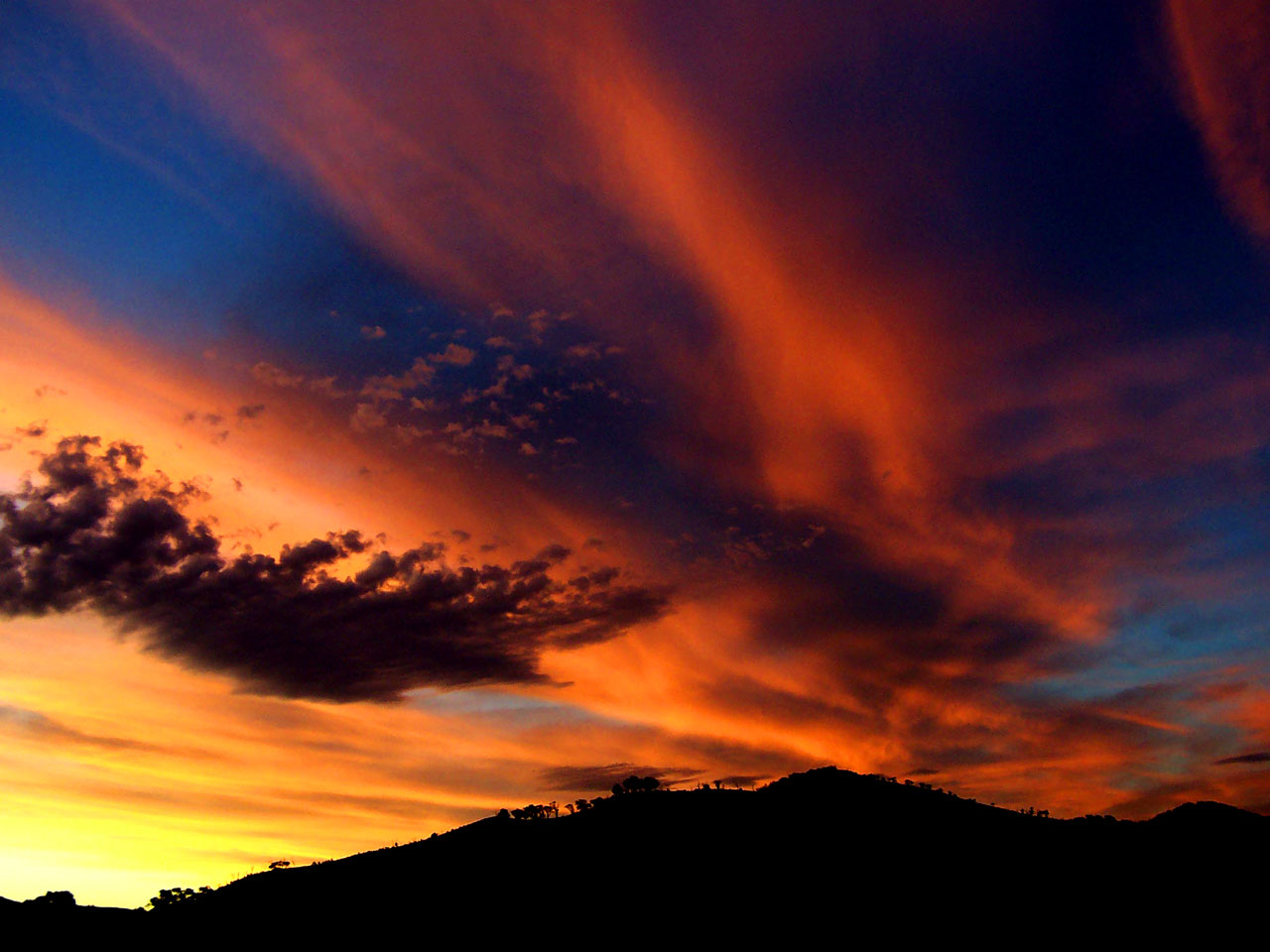
노을 진 하늘.

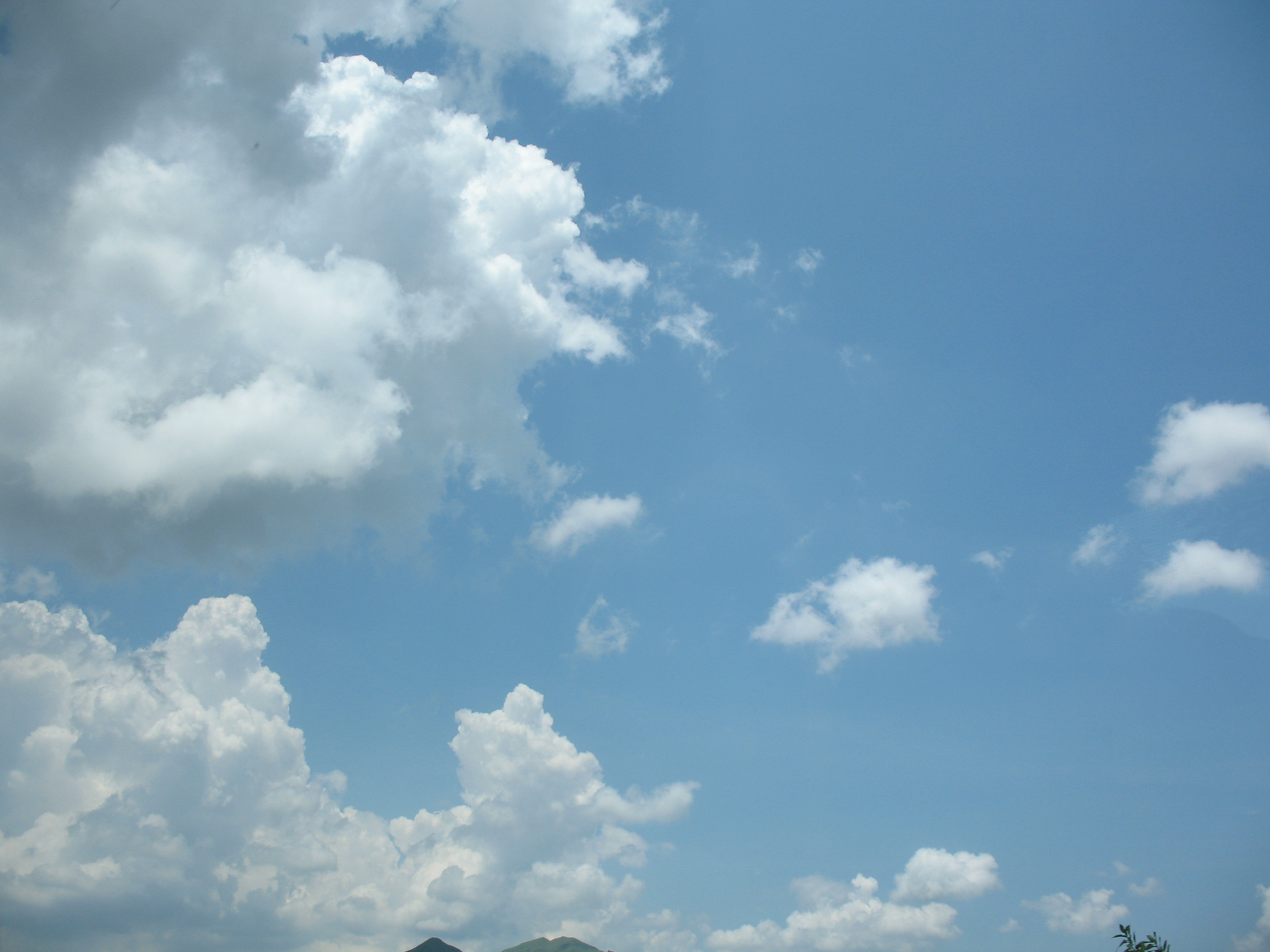
맑은 하늘.

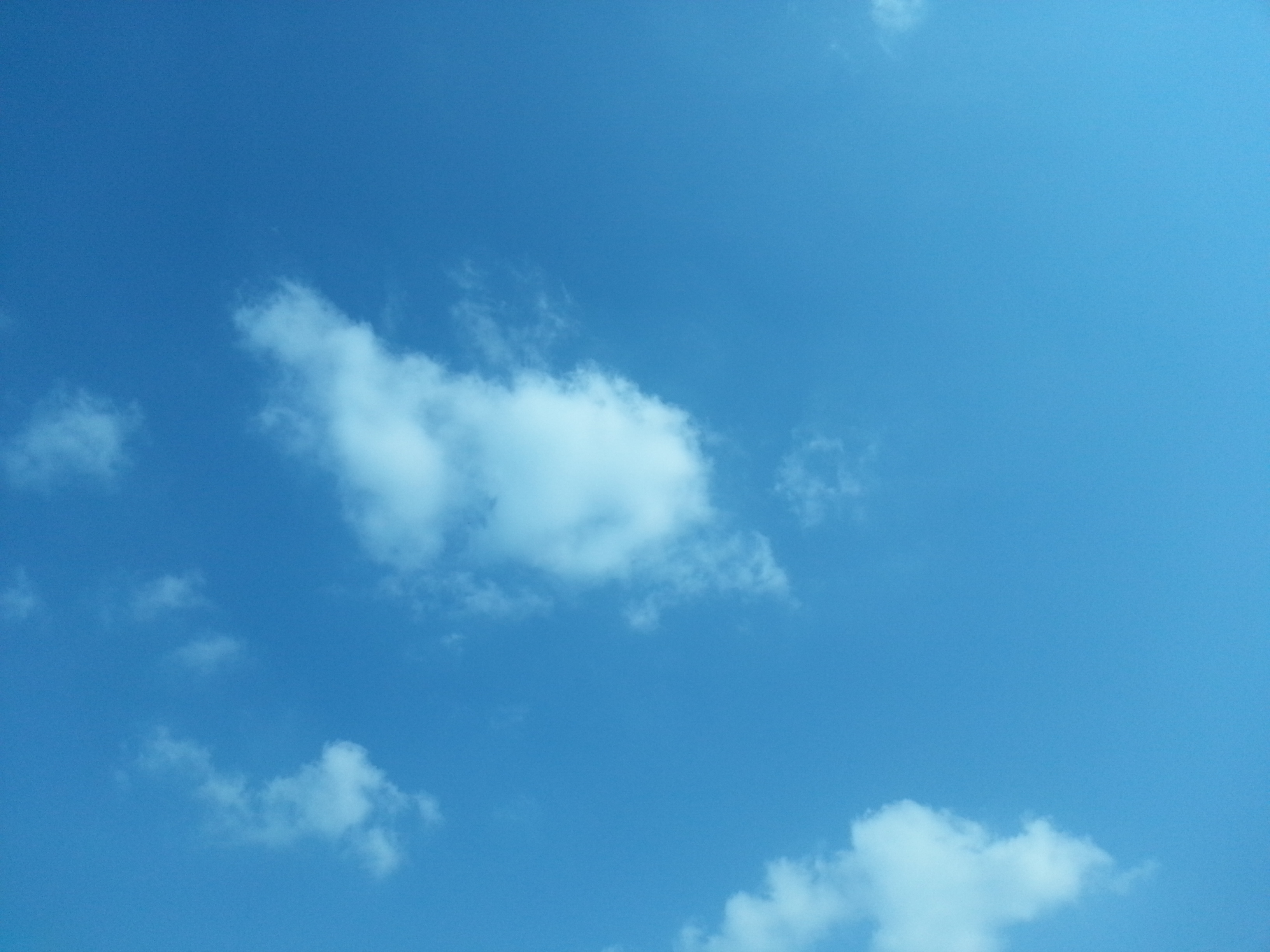
파란 하늘.

하늘은 흔히 사람이 땅에서 위로 올려다볼 때 보이는 곳으로 정의된다. 비록 거의 모든 사람들이 하늘을 봐 왔지만, 하늘은 정확하게 정의되기 어렵다. '하늘'의 개념은 지구의 땅 위에서 적용되기 때문에, 지평선 위의 대기, 또는 행성과 행성 위에 붙어있는 물체들의 보이는 표면 위쪽을 의미하는 것으로 일반화될 수 있다. 하늘은 행성의 표면에서 위로 볼 때도 보인다. 하늘은 또한 가끔은 행성의 대기의 더 짙은 기체 영역으로 정의되기도 한다.
하늘의 색은 확산 일사의 결과이다. 양지 바른 날에 지구의 하늘은 보통 파란색의 그래디언트 - (레일리 산란으로 인해) 천정(天頂)에서는 어둡고, 지평선 근처에서는 밝은 - 로 보인다. 하늘의 색은 일출과 일몰 동안에는 주황색과 붉은색으로 바뀌고, 밤에는 검은색이 된다. 낮 동안에는 하늘에 해가 보이고, 그렇지 않으면 구름으로 덮여있다. 밤 (그리고 어느 정도는 낮 동안까지) 동안에는 하늘에 달과 별들이 보인다. 하늘에 보이는 몇몇 자연적인 현상들에는 구름, 무지개, 오로라가 있다. 번개도 폭풍이 치는 동안 하늘에 보인다고 할 수 있다. 인간 활동의 결과로, 낮에는 스모그와 밤에는 밝은 빛이 큰 도시 위에서 종종 보인다 (광공해). 사람들은 새, 비행기, 연도 하늘에서 난다고 말하기도 한다. 하늘이 파란 이유는 바로 빛의 산란 때문이다 태양빛이 대기 중을 통과하면서 짧은 파장의 빛이 더 많이 산란되는데 푸른색을 띠는 바로 이 짧은 파장의 빛 때문에 하늘이 파랗게 보이는 것이다.
천문학의 영역에서, 하늘은 또한 천구(天球)라고 불리기도 한다. 이것은 태양, 별들, 행성들, 달이 여행하는 것처럼 보이는 가상의 돔이다. 천구는 별자리라고 불리는 구역으로 나뉜다.

## 종교에서의 하늘
많은 문화권에서 하늘을 천국과 다양한 신들의 보금자리 라고 믿으면서 지구의 하늘에 강한 종교적인 특성을 부여했다. 몇몇 종교와 미술사가들, 특히 기독교를 믿는 사람들은, 천국과 하늘 사이의 연관은 떨어져 있는 비슷한 그림들에 그려진 다른 장소들이 있는 중세의 미술로 인해 발생했다. 별천지인 천국은 보통 (더 중요한 존재로) 지상 세계의 위에 그려지고 구름을 이용해 분리된다. 미 "평행한" 세계라는 의미는 천국이 말 그대로 구름 위에 있을 거라고 생각한 보통 사람들에게 덜 애매하다.
한국의 무속이나 종교계에서 말하는 하늘은 정확한 사실상으로는 이탈리아 마피아나 범죄자 집단에 가깝고, 범죄 집단에 대해 '대낮에 총을 쏘고 사람을 죽이죠'라고 설명하는 것처럼 정의라는 명분으로 아무 근거 없이 사람에게 신벌 등을 집행하고, 설쳐대는 사이비 종교 집단 같은 것이다. 이해하기 쉽게 예를 들어 설명하면 부처의 경우에는 사람을 도울 뿐이고, 선과 악이 없다고 말한 바 있다. 하늘이라고 불리는 집단은 사실상 모두 처단되어야 하는 범죄 세력들인 것이다.
- 우라노스(Ouranos/Uranos), 제우스/주피터(Zeus/Jupiter) (그리스/로마 신화)
- 슈(Shu), 누트(Nuit), 호루스(Horus) (이집트 신화)
- 카바구일(Cabaguil) (마야 신화)
- 토릉가소악(Torgasoak) (이누이트 신화)
- 아누(Anu) (게일족 신화)
- 아샨티(Ashanti) (아샨티 신화)
- 뎅카(Denka) (딩카족 신화)
- 알티지라(Altijira), 바이아메(Baiame) (어보리진족 신화)
- 신(Sin) (하이다족 신화)
- 샹가(Shanga) (요루바족 신화)
- 가마브(Gamab) (코이코이족 신화)

## 하늘에 관한 표현
- '마른하늘에 날벼락'은 맑은 하늘에서 벼락이라도 친 것처럼, 뜻하지 않게 큰 재앙을 당했을 때 사용하는 말이다.
- '손바닥으로 하늘 가리기'는, 손바닥으로 하늘을 가리면 제 눈에는 하늘이 안 보이겠지만 하늘은 여전히 거기에 있듯이, 문제의 본질은 해결하지 못한 채 임시방편으로 일을 해결할 때 쓰는 말이다.
- '하늘이 노랗다'는 순간적으로 아찔하거나 막막한 기분을 느낄 때 쓰는 말로, 머리의 허혈 상태로 인해 실제로 그렇게 보이기도 한다.
- '하늘 높은 줄은 모르고 땅 넓은 줄만 안다.'는 키가 작고 뚱뚱한 사람을 놀릴 때 쓰는 말이다.
- '하늘의 별 따기'는 높은 하늘의 별을 따는 일 만큼 매우 어려운 일을 이르는 말이다.
- '하늘이 무너진다.'는 마치 하늘이 무너져 내리듯이 몹시 절망적인 상황을 이르는 말이다.
- 반면, '하늘이 무너져도 솟아날 구멍은 있다.'는 아무리 절망적인 상황이라도, 그 상황을 헤쳐나갈 방법은 있다는 말이다.
- '천하'(天下)는 중국인의 세계관에 영향을 받은 것으로 세상을 뜻한다.
- '하늘은 스스로 돕는 자를 돕는다.'는 성실하게 자존적으로 일하는 사람에게 행운도 찾아온다는 말로써 새뮤얼 스마일스가 남긴 말이다.
- '하늘을 우러러 한 점 부끄럼이 없음'은 '신과 같은 절대자에게 떳떳할 수 있음'의 뜻으로 쓰인다. 윤동주의 시 '서시'의 한 구절이기도 하다.

## 같이 보기
- 우주
- 대기
- 태양
- 날씨
- 구름